# Saint-Laurent-en-Grandvaux
Saint-Laurent-en-Grandvaux és un municipi francès situat al departament del Jura i a la regió de Borgonya - Franc Comtat. L'any 2007 tenia 1.736 habitants.

## Demografia

### Població
El 2007 la població de fet de Saint-Laurent-en-Grandvaux era de 1.736 persones. Hi havia 720 famílies de les quals 216 eren unipersonals (88 homes vivint sols i 128 dones vivint soles), 240 parelles sense fills, 208 parelles amb fills i 56 famílies monoparentals amb fills.
La població ha evolucionat segons el següent gràfic:
Habitants censats

### Habitatges
El 2007 hi havia 850 habitatges, 736 eren l'habitatge principal de la família, 60 eren segones residències i 54 estaven desocupats. 502 eren cases i 340 eren apartaments. Dels 736 habitatges principals, 425 estaven ocupats pels seus propietaris, 291 estaven llogats i ocupats pels llogaters i 20 estaven cedits a títol gratuït; 10 tenien una cambra, 70 en tenien dues, 143 en tenien tres, 175 en tenien quatre i 338 en tenien cinc o més. 501 habitatges disposaven pel capbaix d'una plaça de pàrquing. A 380 habitatges hi havia un automòbil i a 272 n'hi havia dos o més.

### Piràmide de població
La piràmide de població per edats i sexe el 2009 era:
| Homes | Edats   | Dones |
| ----- | ------- | ----- |
| 0     | 95 o +  | 0     |
| 4     | 90 a 94 | 12    |
| 20    | 85 a 89 | 36    |
| 16    | 80 a 84 | 8     |
| 24    | 75 a 79 | 40    |
| 36    | 70 a 74 | 28    |
| 36    | 65 a 69 | 32    |
| 64    | 60 a 64 | 44    |
| 24    | 55 a 59 | 56    |
| 32    | 50 a 54 | 48    |
| 80    | 45 a 49 | 44    |
| 68    | 40 a 44 | 60    |
| 68    | 35 a 39 | 88    |
| 64    | 30 a 34 | 88    |
| 56    | 25 a 29 | 64    |
| 32    | 20 a 24 | 52    |
| 64    | 15 a 19 | 60    |
| 64    | 10 a 14 | 56    |
| 96    | 5 a 9   | 40    |
| 64    | 0 a 4   | 40    |

## Economia
El 2007 la població en edat de treballar era de 1.092 persones, 867 eren actives i 225 eren inactives. De les 867 persones actives 773 estaven ocupades (395 homes i 378 dones) i 94 estaven aturades (51 homes i 43 dones). De les 225 persones inactives 81 estaven jubilades, 74 estaven estudiant i 70 estaven classificades com a «altres inactius».

### Ingressos
El 2009 a Saint-Laurent-en-Grandvaux hi havia 767 unitats fiscals que integraven 1.798,5 persones, la mediana anual d'ingressos fiscals per persona era de 17.700 €.

### Activitats econòmiques
Dels 125 establiments que hi havia el 2007, 1 era d'una empresa extractiva, 4 d'empreses alimentàries, 1 d'una empresa de fabricació de material elèctric, 9 d'empreses de fabricació d'altres productes industrials, 10 d'empreses de construcció, 30 d'empreses de comerç i reparació d'automòbils, 8 d'empreses de transport, 10 d'empreses d'hostatgeria i restauració, 1 d'una empresa d'informació i comunicació, 10 d'empreses financeres, 3 d'empreses immobiliàries, 9 d'empreses de serveis, 20 d'entitats de l'administració pública i 9 d'empreses classificades com a «altres activitats de serveis».
Dels 33 establiments de servei als particulars que hi havia el 2009, 1 era una gendarmeria, 1 oficina de correu, 3 oficines bancàries, 1 funerària, 2 tallers de reparació d'automòbils i de material agrícola, 1 taller d'inspecció tècnica de vehicles, 2 autoescoles, 1 paleta, 5 fusteries, 2 lampisteries, 2 electricistes, 3 perruqueries, 1 veterinari, 6 restaurants, 1 agència immobiliària i 1 saló de bellesa.
Dels 13 establiments comercials que hi havia el 2009, 1 era un hipermercat, 1 una botiga de menys de 120 m², 3 carnisseries, 2 llibreries, 1 una llibreria, 1 una botiga d'equipament de la llar, 1 una sabateria, 2 botigues de material esportiu i 1 una joieria.
L'any 2000 a Saint-Laurent-en-Grandvaux hi havia 5 explotacions agrícoles.

## Equipaments sanitaris i escolars
El 2009 hi havia 1 centre de salut, 1 farmàcia i 2 ambulàncies.
El 2009 hi havia 1 escola maternal i 1 escola elemental. Saint-Laurent-en-Grandvaux disposava d'un col·legi d'educació secundària amb 333 alumnes.

## Poblacions més properes
El següent diagrama mostra les poblacions més properes.